# Guy Fernandez
Pour les articles homonymes, voir Fernández.
Guy Fernandez, né le 29 octobre 1942 à Saint-Étienne (Loire) et mort le 11 septembre 1989 à Auxerre (Yonne), est un homme politique français.

## Biographie
Fils de mineur, Guy Fernandez obtient un CAP d'ajusteur. 
Il s'engage dans la Jeunesse communiste en 1956, au Parti communiste français (PCF) en 1958 et à la Confédération générale du travail (CGT) en 1960. Il est membre du comité central du PCF de 1976 à 1982 et secrétaire départemental du parti dans le département de l'Yonne.
Il est candidat aux élections législatives dans la 1re circonscription de l'Yonne face au député-maire d'Auxerre Jean-Pierre Soisson en 1973, 1978 et 1981. En 1973 et 1978, il peut se maintenir, ayant réalisé plus de 12,5 % des inscrits mais se désiste en faveur du candidat socialiste. En 1981, il réalise 10,05 % des exprimés et 7,26 % des inscrits.

## Détail des fonctions et des mandats
Mandat parlementaire
- 17 juillet 1979 - 23 juillet 1984 : Député européen
  - Membre de la Commission économique et monétaire